# Макетт, Дуэйн
Дуэйн Макетт (англ. Duane Muckette; 1 июля 1995 года) — тринидадский футболист, полузащитник.

## Карьера
Воспитанник клуба «Санта-Роза». В 2014—2015 годах обучался футболу в американском Южно-Флоридском университете. Некоторое время тринидадец играл в Португалии, в клубе третьего дивизиона «Баррейренсе». В 2017 году хавбек стал чемпионом Тринидада и Тобаго в составе «Норт-Ист Старза».

## Сборная
За сборную Тринидада и Тобаго Макетт дебютировал 22 ноября 2018 года в товарищеском матче против Ирана, который завершился поражением островитян со счетом 0:1.

## Семья
Брат-близнец Дуэйна Карл также является футболистом и вызывается в молодёжную сборную страны.

## Достижения
- Чемпион Тринидада и Тобаго  (1): 2017.